# Tubakia subglobosa
Tubakia subglobosa är en svampart som först beskrevs av T. Yokoy. & Tubaki, och fick sitt nu gällande namn av B. Sutton 1973. Tubakia subglobosa ingår i släktet Tubakia, ordningen Diaporthales, klassen Sordariomycetes, divisionen sporsäcksvampar och riket svampar.   Inga underarter finns listade i Catalogue of Life.